# Regierung Hawke II
Die Regierung Hawke II regierte Australien vom 13. Dezember 1984 bis zum 24. Juli 1987. Die Regierung wurde von der Labor Party gestellt.
Bob Hawke war seit dem 3. November 1980 Premierminister einer Regierung der Labor Party. Bei den vorgezogenen Parlamentswahl am 1. Dezember 1984 konnte Labor trotz leichter Stimmverluste mit 82 von 148 Mandaten im vergrößerten Repräsentantenhaus die absolute Mehrheit behaupten. Im ebenfalls vergrößerten Senat stellte Labor 34 der 76 Senatoren. Die Laborregierung unter Bob Hawke wurde fortgesetzt. Die Labor Party baute bei der Parlamentswahl am 11. Juli 1987 ihre Mehrheit im Repräsentantenhaus auf 86 von 148 Sitzen aus. Im Senat verlor Labor zwei Mandate und stellte 32 der 76 Senatoren.^ Bob Hawke blieb Premierminister einer Laborregierung.

## Ministerliste
| Kabinett                                                                                               | Kabinett        | Kabinett                             | Kabinett | Kabinett |
| Amt | Minister        | Amtszeit                             | Bild     |          |
| --- | --------------- | ------------------------------------ | -------- | -------- |
| Premierminister                                                                                        | Bob Hawke       | 13. Dezember 1984 – 24. Juli 1987    |          |          |
| stellvertretender Premierminister                                                                      | Lionel Bowen    | 13. Dezember 1984 – 24. Juli 1987    |          |          |
| Generalstaatsanwalt                                                                                    | Lionel Bowen    | 13. Dezember 1984 – 24. Juli 1987    |          |          |
| Vizepräsident des Executive Council                                                                    | Lionel Bowen    | 13. Dezember 1984 – 24. Juli 1987    |          |          |
| Minister für Industrie, Technologie und Gewerbe                                                        | John Button     | 13. Dezember 1984 – 24. Juli 1987    |          |          |
| Minister für kommunale Dienstleistungen                                                                | Don Grimes      | 13. Dezember 1984 – 16. Februar 1987 |          |          |
| Minister für kommunale Dienstleistungen                                                                | Chris Hurford   | 16. Februar 1987 – 24. Juli 1987     |          |          |
| Minister für Arbeit und industrielle Beziehungen                                                       | Ralph Willis    | 13. Dezember 1984 – 24. Juli 1987    |          |          |
| Schatzminister                                                                                         | Paul Keating    | 13. Dezember 1984 – 24. Juli 1987    |          |          |
| Special Minister of State                                                                              | Mick Young      | 13. Dezember 1984 – 16. Februar 1987 |          |          |
| Finanzminister                                                                                         | Peter Walsh     | 13. Dezember 1984 – 24. Juli 1987    |          |          |
| Außenminister                                                                                          | Bill Hayden     | 13. Dezember 1984 – 24. Juli 1987    |          |          |
| Bildungsministerin                                                                                     | Susan Ryan      | 13. Dezember 1984 – 24. Juli 1987    |          |          |
| Minister für Rohstoffe und Energie                                                                     | Gareth Evans    | 13. Dezember 1984 – 24. Juli 1987    |          |          |
| Handelsminister                                                                                        | John Dawkins    | 13. Dezember 1984 – 24. Juli 1987    |          |          |
| Minister für die Grundstoffindustrie                                                                   | John Kerin      | 13. Dezember 1984 – 24. Juli 1987    |          |          |
| Minister für Wohnraum und Bau                                                                          | Stewart West    | 13. Dezember 1984 – 24. Juli 1987    |          |          |
| Verteidigungsminister                                                                                  | Kim Beazley     | 13. Dezember 1984 – 24. Juli 1987    |          |          |
| Minister für Einwanderung und ethnische Angelegenheiten                                                | Chris Hurford   | 13. Dezember 1984 – 16. Februar 1987 |          |          |
| Minister für Einwanderung und ethnische Angelegenheiten                                                | Mick Young      | 16. Februar – 24. Juli 1987          |          |          |
| Sozialminister                                                                                         | Brian Howe      | 13. Dezember 1984 – 24. Juli 1987    |          |          |
| Assistant Minister beim Premierminister für Beziehungen zwischen Commonwealth und Staat                | Lionel Bowen    | 13. Dezember 1984 – 24. Juli 1987    |          |          |
| Assistant Minister beim Premierminister für den Öffentlichen Dienst                                    | Peter Walsh     | 13. Dezember 1984 – 24. Juli 1987    |          |          |
| Assistant Minister beim Premierminister für den industrielle Angelegenheiten des Öffentlichen Dienstes | Ralph Willis    | 13. Dezember 1984 – 24. Juli 1987    |          |          |
| Assistant Minister beim Premierminister für die Stellung der Frauen                                    | Susan Ryan      | 13. Dezember 1984 – 24. Juli 1987    |          |          |
| Assistant Minister beim Premierminister                                                                | Gareth Evans    | 13. Dezember 1984 – 24. Juli 1987    |          |          |
| Assistant Minister beim Premierminister für Jugend                                                     | John Dawkins    | 13. Dezember 1984 – 24. Juli 1987    |          |          |
| Assistant Minister im Schatzministerium                                                                | Chris Hurford   | 13. Dezember 1984 – 24. Juli 1987    |          |          |
| Assistant Minister im Außenministerium                                                                 | Gareth Evans    | 13. Dezember 1984 – 24. Juli 1987    |          |          |
| |                 |                                      |          |          |
| Juniorminister                                                                                         |                 |                                      |          |          |
| Special Minister of State                                                                              | Michael Tate    | 16. Februar 1987 – 24. Juli 1987     |          |          |
| Verkehrsminister                                                                                       | Peter Morris    | 13. Dezember 1984 – 24. Juli 1987    |          |          |
| Minister für Luftfahrt                                                                                 | Peter Morris    | 13. Dezember 1984 – 24. Juli 1987    |          |          |
| Minister für Sport, Freizeit und Tourismus                                                             | John Brown      | 13. Dezember 1984 – 24. Juli 1987    |          |          |
| Gesundheitsminister                                                                                    | Neal Blewett    | 13. Dezember 1984 – 24. Juli 1987    |          |          |
| Wissenschaftsminister                                                                                  | Barry Jones     | 13. Dezember 1984 – 24. Juli 1987    |          |          |
| Minister für Territorien                                                                               | Gordon Scholes  | 13. Dezember 1984 – 24. Juli 1987    |          |          |
| Minister für Kommunikation                                                                             | Michael Duffy   | 13. Dezember 1984 – 24. Juli 1987    |          |          |
| Minister für Kultur, kulturelles Erbe und Umwelt                                                       | Barry Cohen     | 13. Dezember 1984 – 24. Juli 1987    |          |          |
| Minister für Aborigines                                                                                | Clyde Holding   | 13. Dezember 1984 – 24. Juli 1987    |          |          |
| Minister für Veteranen                                                                                 | Arthur Gietzelt | 13. Dezember 1984 – 24. Juli 1987    |          |          |
| Minister für kommunale Regierung und administrative Dienstleistungen                                   | Tom Uren        | 13. Dezember 1984 – 24. Juli 1987    |          |          |
| Assistant Minister beim Premierminister für die Zweihundertjahresfeier                                 | Barry Cohen     | 13. Dezember 1984 – 24. Juli 1987    |          |          |
| Assistant Minister für Industrie, Technologie und Gewerbe                                              | Barry Jones     | 13. Dezember 1984 – 24. Juli 1987    |          |          |
| Assistant Minister im Verteidigungsministerium                                                         | John Brown      | 13. Dezember 1984 – 24. Juli 1987    |          |          |
| Assistant Minister im Verteidigungsministerium                                                         | Michael Duffy   | 13. Dezember 1984 – 24. Juli 1987    |          |          |